# 休昂灣

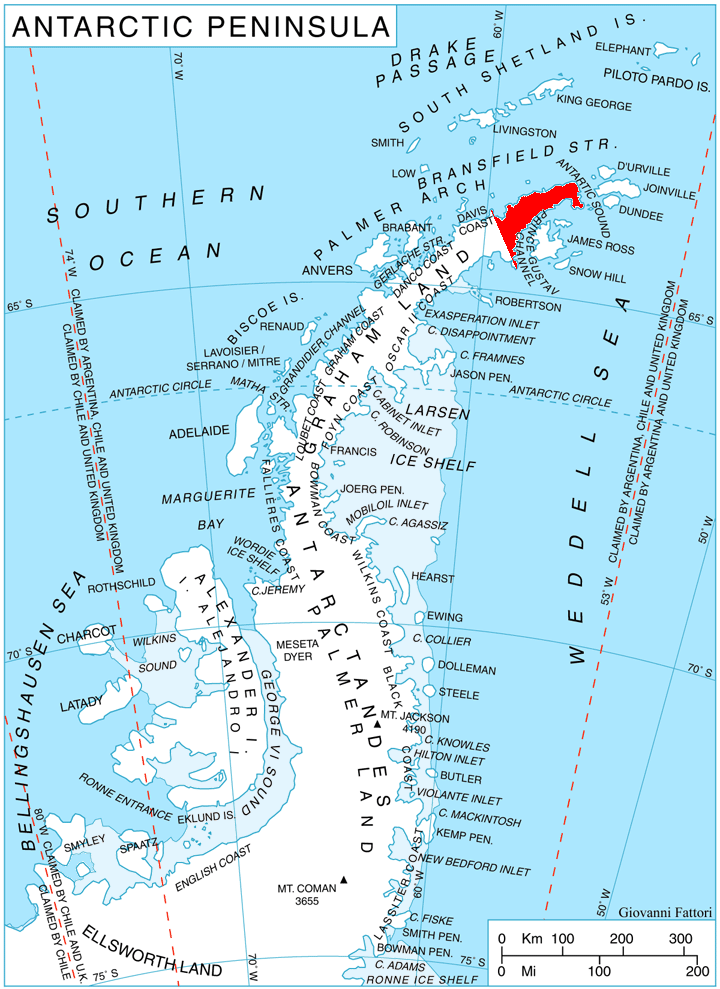

休昂灣（英語：Huon Bay）是南極洲的海灣，位於葛拉漢地的特里尼蒂半島北岸，寬約8英里，處於杜科爾普斯角和雷格皮爾角之間，由法國的探險隊命名。

## 外部連結
- Huon Bay. （页面存档备份，存于） SCAR Composite Antarctic Gazetteer.

63°23′S 58°00′W / 63.383°S 58.000°W